# 横当島
横当島（よこあてじま）は、鹿児島県のトカラ列島に属し、同列島の最南端に位置する無人島である。宝島の南南西約42km、奄美大島名瀬港より北西約60kmに位置し、鹿児島県鹿児島郡十島村に属する。また東約75kmにサンドン岩がある（国土地理院地図）。宝島の住人などには、オガミと呼ばれる。また、過去には与波天島（よはてじま）と呼ばれていた。
海底火山を成因とする火山島であり、付属島嶼の上ノ根島が近海にある。

## 地勢

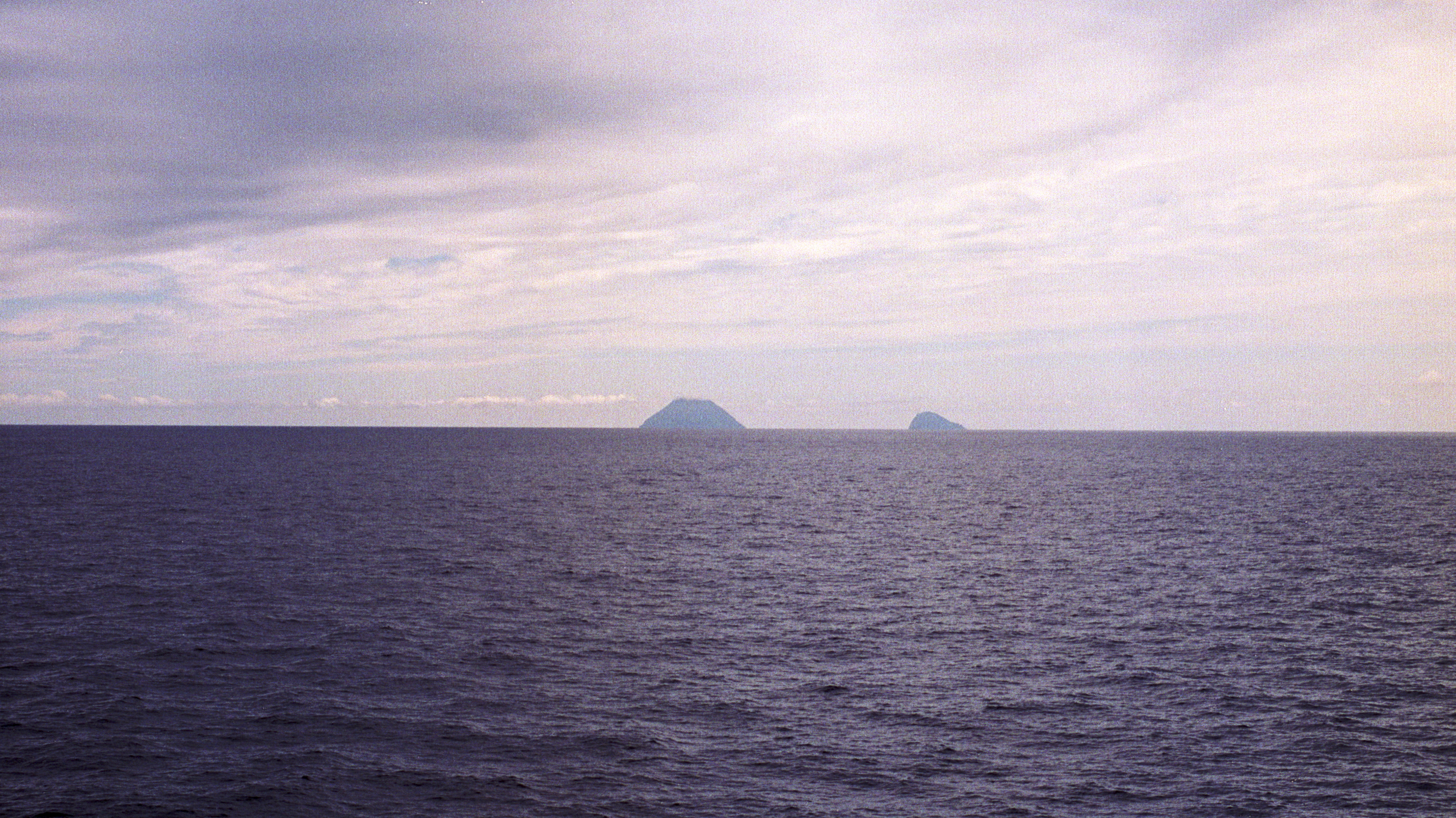
横当島（左）と上ノ根島（右）。フェリーとしまより撮影（2006年）

直径7×10kmの海底カルデラ外輪山上に位置している。東西2つの成層火山（東峰、標高494.8m、西峰、標高259m）から構成されており、その間を幅約150m程度の狭い砂洲が埋め瓢箪型の形状になっている。東峰の頂上部には直径約350m、深さ約260mにも達する火口地形が良好な状態で残されており、最新の噴火は1万年前より若いことは確実とされている。火口内部は照葉樹林で覆われており、微弱な噴気が発生している。
島の周囲は海食崖に囲まれ最高点まで急傾斜が続き、居住に向かない地形・地質である上に、火山ガスによる硫化水素臭がある為、有史以来人が住んだ記録はない。他のトカラ列島の無人島同様、昆虫・植物等の固有種・亜種が多く生息・自生すると推測されているが、無人島であることと上陸が厳しいことなどから、詳しい調査はまだされていない。地質は安山岩を主体とする。

## 歴史
有史以来人が居住した記録はなく、加えて孤島であることから詳しい歴史は分かっていない。江戸時代末期の薩摩藩士・名越左源太に書かれた『南島雑話』には、与波天島（よはてじま）として紹介されている。『南島雑話』によれば与波天島と属島の上ノ根島には、三姉妹の女神がいるという伝承がある。この伝承において、長女の女神は奄美大島の男神に、次女と三女の女神は日本の男神から愛されたが、これを妬んだ長女の女神によって横当島の噴火が起こった。これを鎮めるために、男根を模した木を作って供え、祈りをささげた。これ以来、船舶が与波天島（横当島）の近傍を通過する際は、乗船している男の船員と同じ数の男根を模した木を作り、島に供えて順風であることを祈ったとされる。
近代になっても人が居住することはなかったが、1974年から1994年まで奄美大島・名瀬市（現・奄美市）の業者が、ビロウ（枇榔）の採取を目的に定期的に来島していた。この際、島にはヤギが持ち込まれ、繁殖し野生化している。その他にも、当時使用された小屋や鉄塔の跡が残っている。

## 上ノ根島

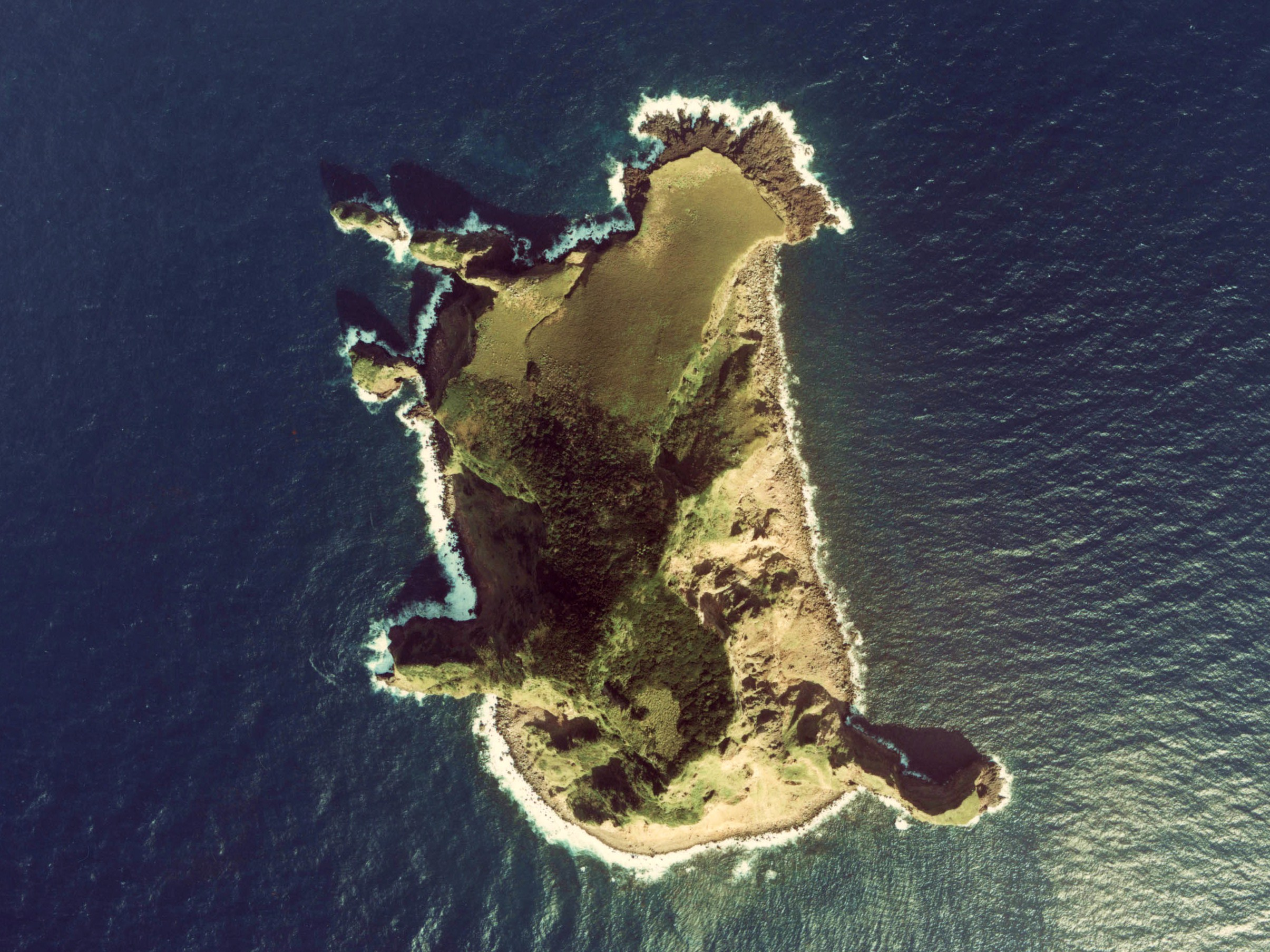
上ノ根島の空中写真（1978年撮影）

上ノ根島（かんのねじま、または、かみのねじま）は、横当島の北方約2.4kmに位置する無人島である。標高280m。この上ノ根島も横当島を構成する海底カルデラの一部と考えられている。島の北西傍には、上ノ根北西小島という小島（標高63m）がある。
マシュー・ペリーが訪日した際に、上ノ根島に「クレオパトラ・アイランド」と名付けたという伝承があるという。
横当島と同じく移入されたヤギが野生化している。